# Main Theme
"Main Theme" es una pieza instrumental del tercer álbum de la banda inglesa de rock progresivo Pink Floyd, Soundtrack from the Film More. Fue tocada en vivo solo unas veces durante el tour de 1969. Hay algunas diferencias notables con la versión de estudio: la versión en vivo es más larga, incluye algunos gritos de Roger Waters, un cambio de tono y un solo de David Gilmour tocado con slide, antes de volver a la tonalidad y al tema originales al final de la canción.
Se emplea en el principio de la película, cuando Stefan está al lado de la carretera esperando que alguien lo lleve a París.

## Estructura
Empieza con un gong con desplazamiento acústico que se mantiene a modo de pedal durante toda la pieza; a los 00:30, el órgano Farfisa empieza una progresión de acordes modales, que termina a los 1:12 en una secuencia iterativa bajo-batería, parecida, pero más lenta, a la que aparece en el principio de Let There Be More Light. El órgano Farfisa tocado a través de un pedal wah wah (1:20) toca una progresión de notas de fondo sobre la línea bajo-batería, mientras que el órgano sin efectos de sonido toca la melodía principal (2:10). La guitarra slide toca desde la mitad de la pieza en adelante.

## Otra versión
Hubo un cover de la canción en 1977 por el grupo francés Rosebud en un estilo electro-funky. Está disponible en su álbum Discoballs junto con otros covers de Pink Floyd.

## Personal e instrumentario
- David Gilmour - guitarra de pedal
- Roger Waters - bajo, gong
- Richard Wright - órganos Hammond y Farfisa
- Nick Mason - batería y percusión